# Процес «Румунія проти України»

Варіанти проходження лінії розмежування виняткових економічних зон та континентального шельфу на Чорному морі запропоновані сторонами: український (блакитний) та румунський (червоний).

Ухвалена Міжнародним судом лінія розмежування виняткових економічних зон та континентального шельфу в Чорному морі. Пояснення щодо ключових точок див. в тексті.

Накладення варіантів проходження лінії розмежування виключних економічних зон на Чорному морі: український, румунський, та запропонований за часів СРСР. Щодо останнього див. також румунську карту 1985 року.

Процес «Румунія проти України» — судовий процес, що розглядався у Міжнародному суді ООН з 2004 по 2009 рік, який виник в результаті територіальної суперечки між Румунією та Україною. 16 вересня 2004 року Румунія внесла позов проти України, що стосується делімітації морських кордонів виключної економічної зони і розділу континентального шельфу в Чорному морі в районі острова Зміїний. 3 лютого 2009 року суд оголосив рішення, яке встановлює морські кордони між державами і визначає виключні економічні зони Румунії та України. При цьому обидві сторони висловили задоволення рішенням суду.

## Зміст суперечки і позов Румунії
Одразу після підписання українсько-румунського Договору про відносини добросусідства та співробітництво у 1997 році сторони розпочали переговори про розмежування морських просторів у Чорному морі. Однак після 24-х раундів переговорів, які тривали до 2004 року, згоди так і не дійшли. Україна вважала доцільним продовжувати переговори, але Румунія вирішила звернутися до Міжнародного Суду ООН, оскільки про таку можливість сторони домовились при підписанні Договору 1997 року. Причиною міждержавної суперечки став острів Зміїний. Острів розташований в Чорному морі на відстані 35 км на схід від узбережжя в територіальних водах України, він входить до складу Ізмаїльського району Одеської області. Його площа 0,17 км². Головною проблемою в делімітації шельфу і виняткових економічних зон України і Румунії в Чорному морі є юридичний статус острова Зміїний.
Питання про статус острова Зміїний постало в 2001 році. Тоді українська компанія «Чорноморнафтогаз» виявила в шельфі поклади нафти і газу за 40 кілометрів від острова. Статус самого острова визначає і порядок розмежування територіальної зони навколо нього.
Румунська сторона стверджує, що Зміїний — не острів, а скеля, акваторія навколо якої не може розглядатися як прибережна економічна зона. Український уряд, зі свого боку, категорично не згодний з позицією Бухареста.
Румунія порушила справу проти України в Міжнародному суді 16 вересня 2004 року.
Після висунення претензій Україна стала активніше розвивати інфраструктуру острова. Острів неодноразово відвідували президенти Леонід Кучма та Віктор Ющенко. Як підтвердження статусу острова в 2007 році на острові офіційно було засновано українське селище Біле. На час початку розгляду справи на території острова Зміїний постійно проживало близько 80 чоловік — працівників маяка, гідрографів, іхтіологів, геофізиків, прикордонників.

## Початок розгляду

### Позиція Румунії
2 вересня 2008 року у Міжнародному суді ООН у Гаазі розпочалися слухання справи щодо українсько-румунської територіальної суперечки довкола острова Зміїний.
На першому засіданні слово було надано румунській стороні. Представник МЗС Румунії Богдан Ауреску заявив, що Україна намагається розширити свої кордони у Чорному морі усупереч міжнародним нормам. За словами офіційного речника, для обґрунтування своїх претензій Київ використовує острів Зміїний, який був незаконно відібраний у Румунії Радянським Союзом і розташований лише за кілька кілометрів від сухопутної румунської території. Одним із центральних аргументів румунської делегації є твердження про те, що нібито ще з 1949 року між СРСР та Румунією існувала домовленість про обмеження належних Україні морських просторів 12-ма милями територіальних вод навколо острова Зміїний. Водночас, жодного доказу на підтримку цієї тези немає. Не на користь України свідчить і той факт, що на Зміїному немає джерел прісної води. А саме ця особливість часто використовується як основна відмінність скелі від острова. Майже половину свого часу румунська делегація присвятила питанню острова Зміїний, хоча воно не є предметом судового розгляду.
Крім того, Румунія наполягає на тому, що при делімітації суд не повинен враховувати значну частину узбережжя України від Одеси до мису Тарханкут (Крим) довжиною майже 630 кілометрів. Без урахування острова Зміїний лінія розмежування континентального шельфу і виключної економічної зони зміщується таким чином, що до Румунії має відійти кілька тисяч квадратних кілометрів шельфу.

### Позиція України
Українські чиновники вважають, що Міжнародний суд ООН не ухвалить рішення, яке шкодило б територіальній цілісності держави. Очолює українську делегацію в суді Уповноважений України в Міжнародному Суді ООН, Надзвичайний та Повноважний Посол України, професор Володимир Василенко.
«В Україні не існує юридичної компанії, яка могла б витягнути такого роду справу. Тому в Гаазі працюють іноземні юрисконсульства, які спеціалізуються на такого роду справах», — повідомили в МЗС України. Крім української частини, в делегації України працюють: адвокати Родман Банді та Лоретта Малінтоппі з відомої юридичної компанії Фрер Шольмелей/Евершедс (Eversheds), Жан-П'єр Кенедек, професор міжнародного права Університету Париж-І (Пантеон-Сорбона), сер Майкл Вуд, член Британської колегії адвокатів, член Комісії міжнародного права ООН.

## Хід процесу
Рішення Суду ухвалюються більшістю голосів. Тут правило консенсусу не працює. Суд складається з 15 суддів, але оскільки Україна і Румунія не мають в складі Суду своїх громадян, то обидві сторони скористалися правом призначити спеціально для слухань цієї справи по одному додатковому судді. Україна обрала американського юриста, професора права Університету Маямі, співредактора міжнародно-правового видання American Journal of International Law Бернарда Оксмана, а Румунія обрала професора міжнародного права Університету Париж-І (Пантеон-Сорбона) П'єра Котта. Обидві кандидатури відповідають всім вимогам суддів вищого юридичного органу ООН і разом з основним складом Суду мають об'єктивно і неупереджено розглянути справу. Разом з тим, у слуханнях не бере участь німецький суддя Б.Сімма, який заявив самовідвід. Таким чином, рішення ухвалюватимуть 16 суддів.

## Судове рішення
Вивчивши аргументи сторін та історію питання, а також можливі прецеденти, 3 лютого 2009 року суд прийняв одноголосне рішення, що є надзвичайно рідкісним в практиці Міжнародного суду.
Щодо острова Зміїний, суд підтвердив українську приналежність самого острова та наявність українських територіальних вод навколо острова, однак разом з тим вирішив, що цей острів не є складовою частиною берегової лінії. Суд виходив з того, що острів Зміїний розташований відносно далеко від берега та є дуже маленьких розмірів. Тому суд прийшов до висновку, що острів Зміїний «не повинен впливати на делімітацію у цій судовій справі, окрім 12-мильної смуги територіальних вод навколо острова» (параграф 188). Суд також не враховував Сулинську дамбу, як пропонувала румунська сторона. Суд визнав, що дамба не є частиною порту, а тому не є складовою берегової лінії (параграфи 138—140).
Суд вирішив, що лінія морського кордону, що розділяє континентальний шельф та виключні економічні зони Румунії та України в Чорному морі, починається з точки 1, що визнана сторонами в статті 1 Договору між Україною та Румунією про режим українсько-румунського державного кордону від 2003 року, проходить по дузі радіусом 12 морських миль, що відмежовує територіальне море навколо острова Зміїний, до точки 2 з координатами 45°03'18.5'' північної широти та 30°58'37.3'' східної довготи, де ця дуга перетинається з лінією, проведеною на рівних відстанях від континентального узбережжя Румунії та України. Від точки 2 лінія кордону проходить по рівновіддаленій лінії через точки 3 (координати 44°46'38.7'' північної широти та 30°58'37.3'' східної довготи) та 4 (координати 44°44'13.4'' північної широти та 31°10'27.7'' східної широти) до точки 5 (координати 44°02'53.0'' північної широти та 31°24'35.0'' східної широти). Від точки 5 морський кордон проходить по рівновіддаленій від румунського та українського узбережжя лінії напрямком на південь, починаючи від геодезичного азимуту 185°23'54.5'' і до точки, де він перетинається з виключними економічними зонами інших держав. Таке проходження лінії розмежування практично точно відтворює лінію, запропоновану радянською стороною на переговорах про розмежування з Румунією 1987 року.
У судовому рішенні було визначено лінію розмежування виключних економічних зон між Україною та Румунією, що стала компромісом між румунською та українською позиціями. Проте румунська влада звернула свій погляд на гирло Дунаю. Зокрема, було висловлено претензії на український острів Майкан.